# 린스 리마 지 브리투
린스 리마 지 브리투(포르투갈어: Lins Lima de Brito, 1987년 9월 11일 ~ )는 브라질의 축구 선수로, 포지션은 공격수다. 통상 린스라고 불리는 그는 2022년 현재 소속이 없다.